# Alves da Mota
Bartolomeu Alves da Mota (Itamaracá, 13 de setembro de 1914 - Olinda, 8 de julho de 2004) foi um jornalista, contista, ensaísta e romancista brasileiro.
Graças às suas publicações muito relevantes, foi um dos mais respeitados escritores de Pernambuco. Aos 28 anos, deixou a cidade natal e mudou-se para o Recife, acompanhado da esposa, Maria Virgínia, e do primeiro dos quatro filhos, Diocir Cordeiro Mota, que seguiu os seus passos e hoje é jornalista aposentado.
Alves da Mota trabalhou por mais de 20 anos como repórter do Diario de Pernambuco, indicado por Mauro Mota, que veio a tornar-se um dos seus melhores amigos. O mesmo Mauro o levou para a Fundação Joaquim Nabuco, onde se aposentou, em 1979. Integrou as academias Pernambucana de Letras; de Artes, Letras e Ciências de Olinda.
A sua vida sempre esteve ligada à literatura e esta relação fica explícita nos doze livros que escreveu, quatro deles publicados por editoras do Rio de Janeiro.

## Academia Pernambucana de Letras
Assumiu em 16 de dezembro de 2003 a cadeira 3 da academia, cujo patrono é Frei Caneca.

## Prêmios
- Othon Bezerra de Mello (Academia Pernambucana de Letras, 1993)
- Prêmio Cultural Mauro Mota (Conselho Estadual de Cultura, 1997)
- Medalha Massangana (40 anos da Fundaj)
- Medalha Cultural (por divulgação da ilha de Itamaracá)

## Principais obras
- Ponta-Verde do Mar (romance);
- Enseada (romance);
- Itamaracá, o Antigo e o Moderno (ensaio);
- No Tempo do Bonde Elétrico (ensaio);
- Tempestade no Porão (romance);
- Tubarão e o Coronel (contos);
- A Revolta do Mangue(contos);
- A Rosa-dos-Ventos (romance);
- O Recife Ontem e Hoje (ensaio)